# Principato vescovile di Utrecht
Il Principato vescovile di Utrecht, o, più brevemente, Vescovato di Utrecht (in olandese Sticht Utrecht) è stato uno stato ecclesiastico facente parte del Sacro Romano Impero il cui centro principale era la città di Utrecht, negli attuali Paesi Bassi. Il Ducato di Gheldria separava in due parti il Principato vescovile di Utrecht, dividendo la regione di Utrecht, detta  Nedersticht dalla regione costituita dalle attuali province di Overijssel, Drenthe e dalla città di Groninga, detta Oversticht.

## Storia
Durante il regno degli imperatori sassoni i vescovi di Utrecht erano già tenuti in alta considerazione essendo invitati alle diete ed ai concili imperiali. Nel 1024, con il vescovo Adalboldo II, i vescovi, attraverso la donazione della contea di Drenthe, furono investiti, dall'imperatore Enrico II, dell'autorità e del lignaggio di principi del Sacro Romano Impero. Questo fu ratificato l'anno successivo da Corrado II, successore di Enrico II. Con l'ottenimento della immediatezza imperiale, il vescovo ottenne il titolo di principe dell'Impero.
Nel 1122, con il Concordato di Worms, il diritto di investitura dell'imperatore fu abrogato ed il diritto di provvedere all'elezione del vescovo fu riservato al capitolo della cattedrale il quale, molto presto, si trovò a doverlo condividere con i quattro capitoli delle chiese collegiate più importanti della città (San Salvatore, San Giovanni, San Pietro e Santa Maria). I conti d'Olanda e di Gheldria, fra i cui possessi si estendevano le terre governate dal principe-vescovo di Utrecht, tentarono di acquisire influenza politica sulla scelta dei capitoli cercando spesso di imporre un candidato a loro gradito. Tale situazione provocò frequenti dispute e controversie con conseguenti frequenti interventi della Santa Sede, la quale si vide costretta ad interferire in più di un'elezione. Dopo la metà del XIV secolo i papi ripetutamente nominarono direttamente i vescovi senza alcun riguardo per il diritto dei cinque capitoli, forzati dalla situazione di grave ingerenza esercitata dai poteri politici locali e confinanti.
Dall'iniziale territorio della contea di Drenthe, i principi-vescovi riuscirono ad ampliare i propri domini attraverso conquiste e donazioni, senza però riuscire, per lungo tempo, a stabilire un dominio temporale sulla città di Utrecht. Solo nel 1220 l'ultimo conte vendette i suoi diritti al vescovo e la città di Utrecht entrò a far parte del principato stato vescovile.
Nel 1528, Enrico del Palatinato, ultimo principe-vescovo alienò i suoi territori all'imperatore Carlo V ed il principato divenne parte dei domini degli Asburgo; nel contempo, i cinque capitoli trasferirono volontariamente il loro diritto di elezione all'imperatore, con il consenso di papa Clemente VII. Il principato fu diviso in tre parti: il Nedersticht divenne la Signoria di Utrecht mentre l'Oversticht divenne in parte la Signoria di Overijssel e in parte tornò ad essere la contea di Drenthe.